# Sloboda (fiume)
Il Sloboda (in russo Слобода?) è un fiume della Russia siberiana orientale, affluente di destra della Alazeja. Scorre nella Sacha-Jakuzia.
Il fiume ha origine dal lago Kal'tatana; scorre mediamente in direzione settentrionale e nord-occidentale in una zona ricca di laghi. Sfocia nell'Alazeja a 725 km dalla foce. Ha una lunghezza di 168 km; l'area del suo bacino è di 4 010 km².